# Russ Titelman
Russ Titelman (* 16. August 1944 in Los Angeles) ist ein US-amerikanischer Musikproduzent und Songwriter.

## Karriere und Erfolg
Titelman arbeitete von 1977 bis 1997 für Warner Bros. Records und mit musikalischen Größen wie Nancy Sinatra, Dion DiMucci, The Monkees, George Harrison, Eric Clapton, James Taylor, Ry Cooder und Steve Winwood. Im Jahr 1987 bekam Titelman seinen ersten Grammy Award als Produzent der Single Higher Love von Steve Winwood. In den Jahren 1989 bis 1994 arbeitete Titelman vornehmlich mit dem britischen Weltstar Eric Clapton zusammen und produzierte die Erfolgsalben Journeyman von 1989, 24 Nights von 1991, Unplugged von 1992 und From the Cradle von 1994. Bei den Grammy Awards 1993 erhielt Titelman einen Grammy in der Kategorie Album of the Year als Produzent von Unplugged. Am gleichen Abend wurde er mit der Auszeichnung als Produzent für Tears in Heaven prämiert.
Im Jahr 1997 gründete er sein eigenes Label Walking Liberty Records in New York City.

## Arbeit als Produzent (Auswahl)
| Randy Newman - 1972: Sail Away - 1974: Good Old Boys - 1977: Little Criminals - 1979: Born Again - 1983: Trouble in Paradise James Taylor - 1975: Gorilla - 2002: October Road Rickie Lee Jones - 1981: Pirates | Steve Winwood - 1986: Back in the High Life Eric Clapton - 1989: Journeyman - 1991: 24 Nights - 1992: Music from the Motion Picture Soundtrack RUSH - 1992: Unplugged - 1994: From the Cradle Meat Loaf - 1998: Is Nothing Sacred (aus dem Album The Very Best of Meat Loaf) |